# Ризос, Яковос
Яковос Ризос (греч. Ιάκωβος Ρίζος  Афины, 1849 — Париж, 1926) — греческий художник конца XIX — начала XX веков.

## Биография
Яковос Ризос родился в Афинах в 1849 году. О детских годах художника известно немного. Учился живописи в Париже у Александра Кабанеля, художника-фаворита Наполеона III. По окончании учёбы Ризос остался жить и работать во французской столице. Художник выставлял свои работы в Парижских салонах и на Всемирных выставках 1878 и 1900 годов. На последней выставке, среди прочих работ, Ризос представил свою работу «Афинский вечер», за которую получил серебряную медаль. За эту же работу художник получил «Отличие» Художественной выставки Афин 1899 года. Ризос принял участие в Панэллинских выставках 1888 и 1889 годов в Заппион, а также в выставках общества «Парнас» в 1901 и 1902 годах. Хотя Ризос был дружен с Ренуаром, был поклонником Дега и жил в Париже в эпоху, когда появилось движение импрессионизма, он предпочёл следовать урокам своего учителя и французской академической традиции. В его работах доминируют элегантные женские фигуры, которые изображены на фоне аристократических интерьеров и при благородных занятиях, в рамках представлений Belle Epoque (Прекрасная эпоха). В меньшей степени, Ризос писал пейзажи, приняв при этом импрессионистские представления о живописи под открытым небом. Художник умер в Париже в 1926 году.

## Искусствоведы о Ризосе
Греческие художники, учившиеся в Париже в период 1863—1900, работали в рамках академизма. Искусствоведы выделяют среди них двух художников, сделавших карьеру в Париже: Теодора Раллиса, ученика Жана Жерома, который продолжал ориентализм своего учителя, и Якова Ризоса, ученика знаменитого тогда академика Кабанеля, представлявшего в своих картинах атмосферу буржуазного процветания, с насыщенным ароматом Belle Epoque. Отдельно от этих двух художников стоит Перикл Пантазис, который после кратковременного пребывания в Париже, переселился в Брюссель, где стал одним из пионеров новаторских движений в живописи.
Искусствоведы задаются риторическим вопросом, знали ли греческие художники Парижа, что происходило в это время вокруг них, и дают утвердительный ответ. Тем более, что частыми гостями в мастерской Ризоса были Ренуар и Дега.
Искусствоведы считают, что было бы «не исторично» полагать, что поскольку греческие художники оказались в этот период в Париже, они непременно должны были примкнуть к группам новаторов. Условия в Греции не способствовали художественной революции, связанной с промышленным взрывом в западной Европе. Поворот к модернизму на заре 20-го века совпадает в Греции с появлением на политической арене Венизелоса и его «Либеральной партии».
Что касается самой известной картины Ризоса, «Афинского вечера», известной также под именем «На террасе», многие искусствоведы отмечают, что атмосфера Belle Epoque не соответствует историческому моменту, который переживала Греция. Картина датируется 1897 годом. Это был год, когда в результате интриг европейского банковского капитала и при содействии греческого королевского двора, была разыграна кратковременная «лже-война, виртуальная дипломатическая война… для установления международного экономического контроля над Грецией».
Искусствоведы отмечают, что идиллическая картина кавалерийского офицера, читающего стихи двум, очарованным им, красивым афинянкам, далека от действительности. Авторитет армии был подорван в тот период. Армия реабилитировала себя только через 15 лет своими победами в
Балканских войнах. Однако при этом искусствоведы отмечают также художественные достоинства картины, оранжевые завесы, покрывающие Акрополь в глубине картины. Отмечается реализм в деталях картины. Отмечается также, что эта работа не следует «школам» и учению импрессионизма, но «источает поэтическое чувство».

## Галерея

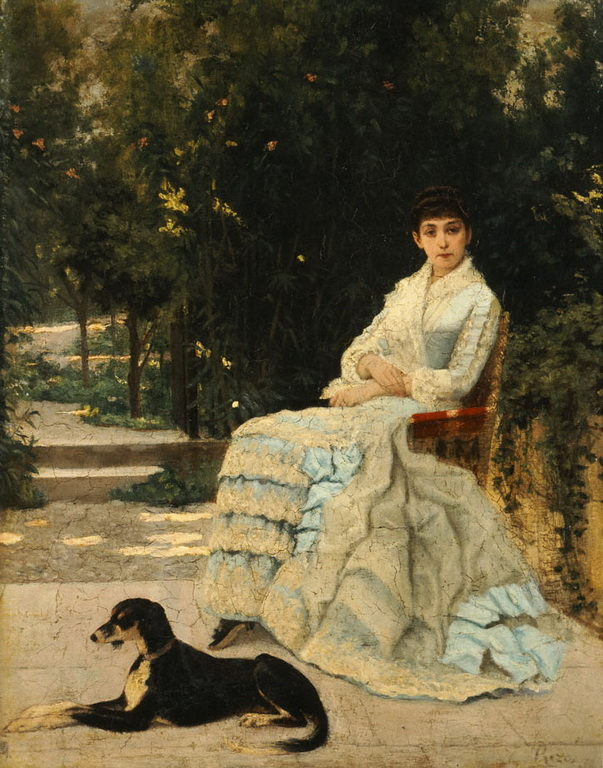
«Дама в саду со своей собакой» (1885—1890).
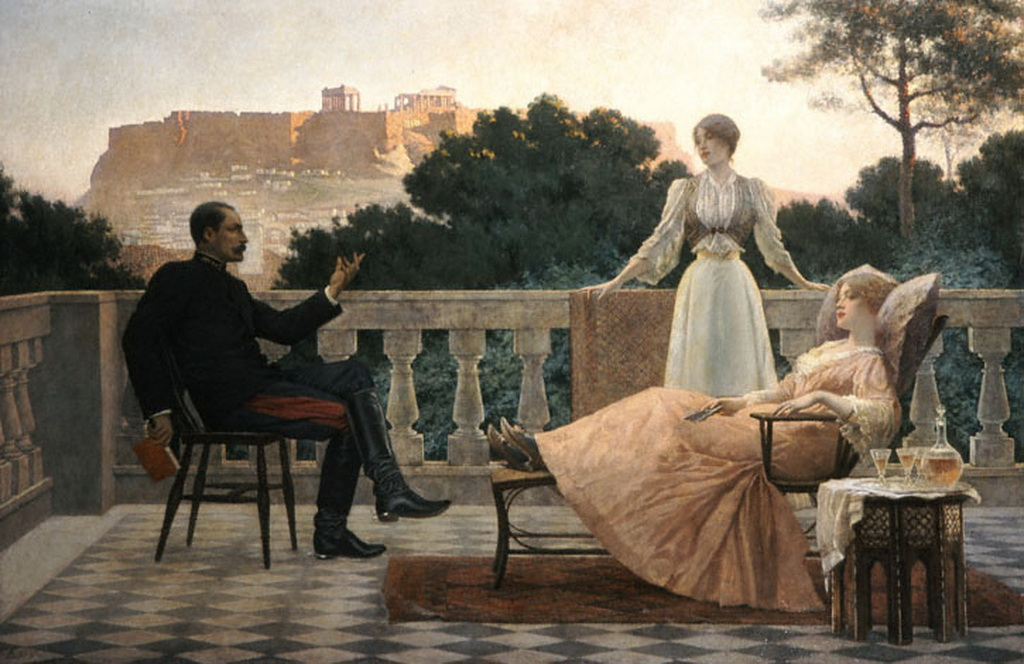
«На террасе» (1897).
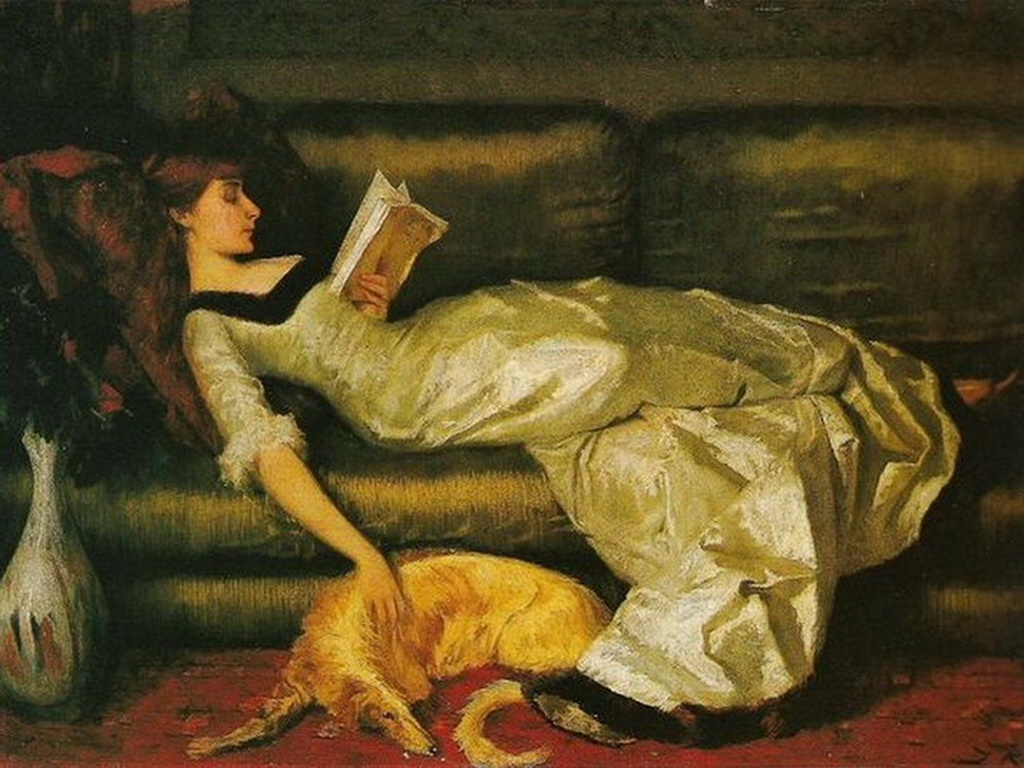
«Дама, лежащая на диване» (1885—1890).